# Senningerberg

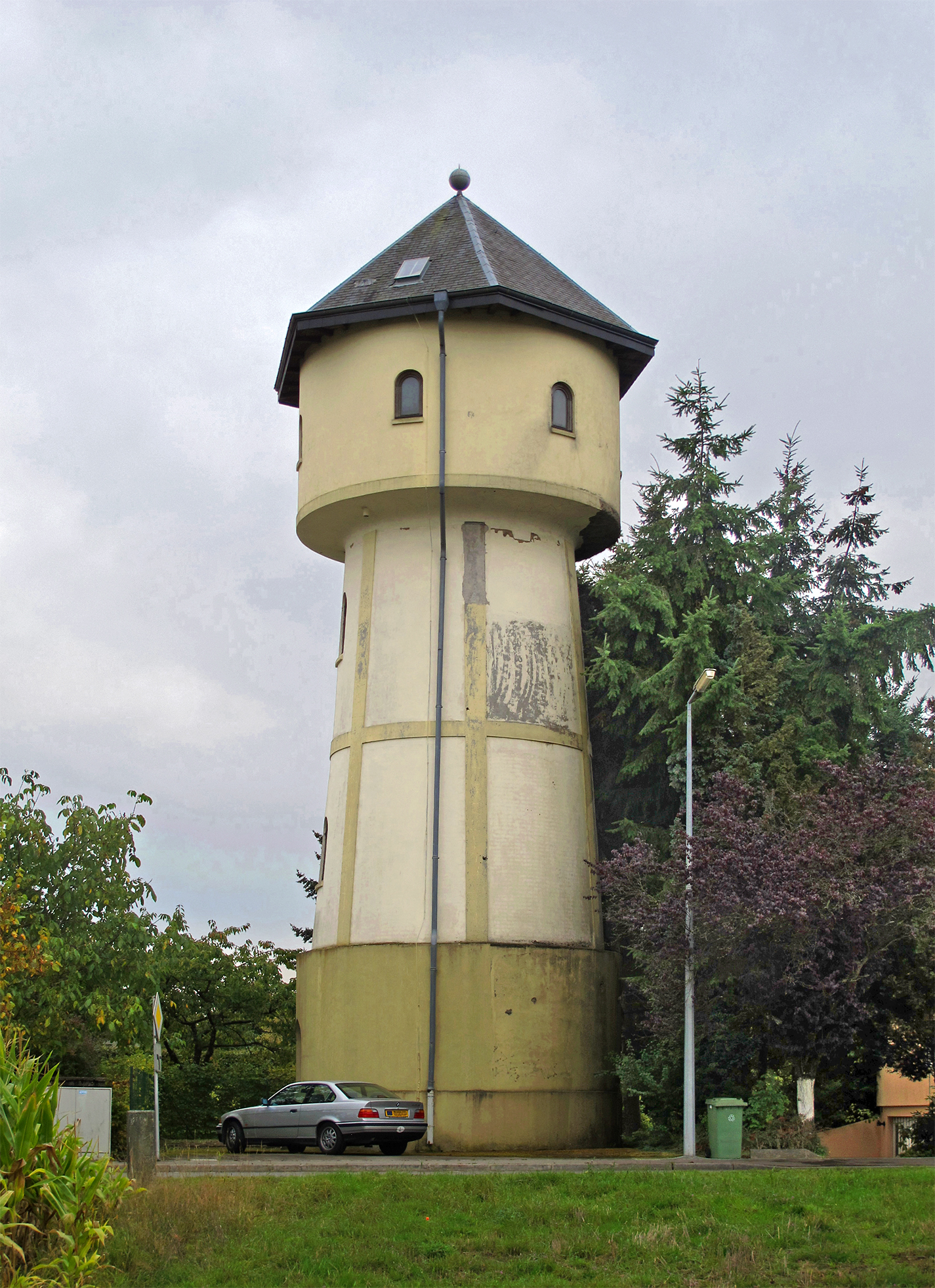
Alter Wasserturm

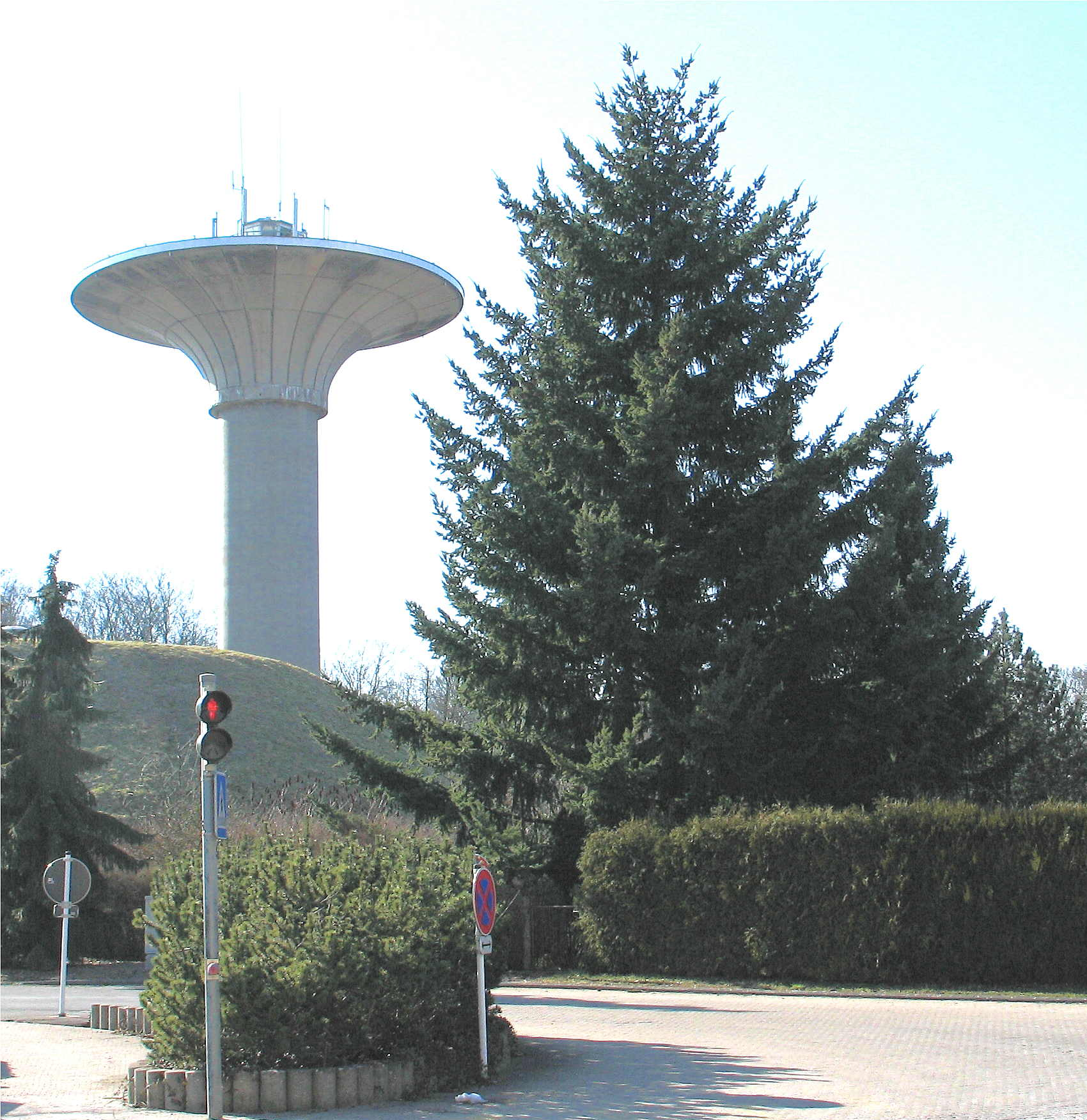
Neuer Wasserturm

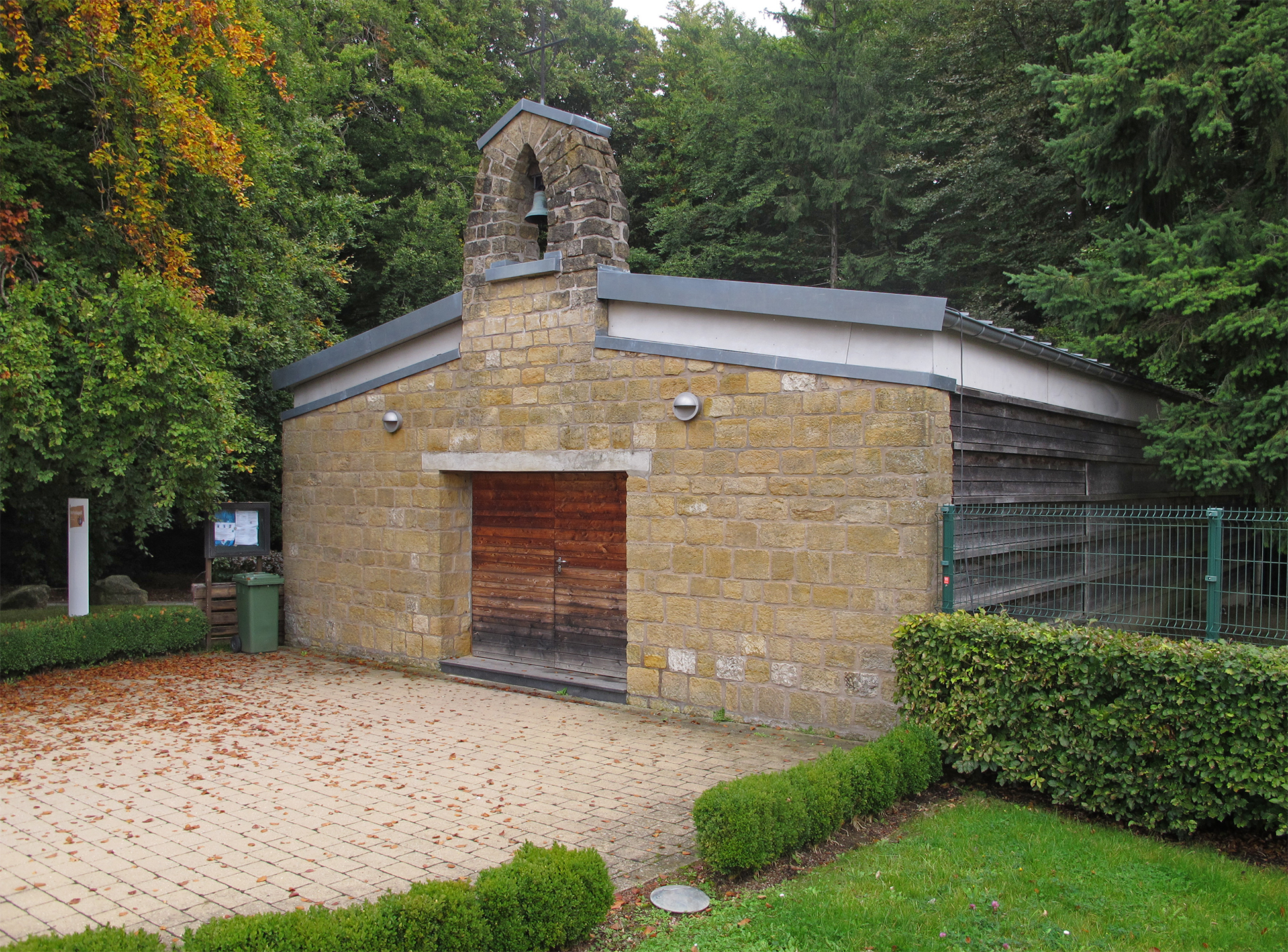
Lorettokapelle

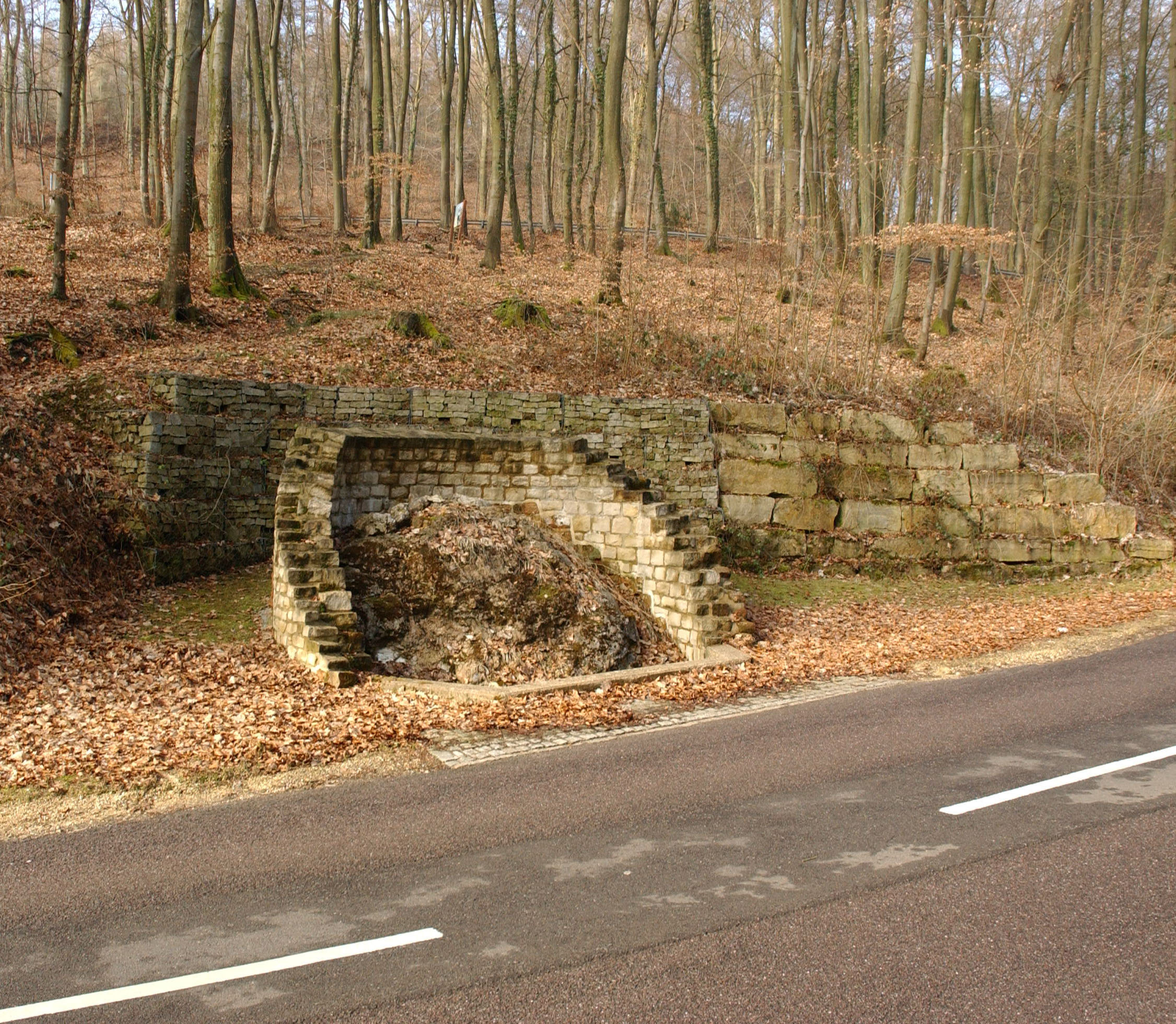
Römischer Kalkbrennofen zwischen Senningen und Senningerberg

Senningerberg (luxemburgisch Sennengerbiergⓘ) ist eine Ortschaft in der Gemeinde Niederanven (luxemburgisch: Nidderaanwen) im Großherzogtum Luxemburg und gehört zum Kanton Luxemburg. Das Dorf hat 1708 Einwohner (Stand: 2021).

## Geschichte
Zwischen Senningen und Senningerberg findet sich ein römischer Kalkofen, der 1938 aufgefunden wurde. Anhand eines Holzstücks, das neben dem Kalkofen gefunden wurde, konnten ein Betriebszeitraum zumindest um etwa 65 und 75 n. Chr. festgelegt werden. Da es in der Umgebung keine Kalkvorkommen gibt, wird davon ausgegangen, dass dieser Standort vor allem aufgrund der guten Verkehrsanbindungen ausgewählt wurde, da die Römerstraße zwischen Reims und Trier bei Sennigen verlief und Trier wohl ein guter Absatzmarkt für den gebrannten Kalk war.
Der Name des Ortes wird zum ersten Mal im Jahre 1842 auf dem ursprünglichen Kataster erwähnt. Senningerberg erlebte durch die Inbetriebnahme der Schmalspurbahn von Luxemburg nach Echternach 1904 einen ersten maßgeblichen Aufschwung. Senningerberg und der Grünewald wurden dadurch zu einem leicht erreichbaren Ausflugsort der Bevölkerung der Stadt Luxemburg und Umgebung. Bis dahin war der Ort mit nur 22 Häusern und 4 Gutshöfen (dem Parishof, dem Münsterhof, dem Franzosengrund und dem Höhenhof) schwach besiedelt.
Durch die Eisenbahn war es nun  auch möglich, Steinbrüche anzulegen und die Steine zu versenden. Bis Mitte des 20. Jahrhunderts waren auf dem Senningerberg mehrere große Steinbrüche in Betrieb. Hinzu kamen Gastronomiebetriebe für die Ausflügler (z. B. Station Senningen gegenüber dem Bahnhof, Café Wiltzius, Café de la Gare oder das Hotel-Restaurant Tonnar).
Durch das Anwachsen der Bevölkerung war auch eine Verbesserung der lokalen Infrastruktur erforderlich. 1916/1917 wurden Wasserleitungen verlegt und 1918 der alte Wasserturm errichtet.

## Bevölkerungsentwicklung
| 1900 | 1960 | 1973 | 1979  | 1982  | 1992  | 2000  | 2002  | 2005  | 2015  | 2021  |
| ---- | ---- | ---- | ----- | ----- | ----- | ----- | ----- | ----- | ----- | ----- |
| 95   | 302  | 626  | 1.021 | 1.111 | 1.601 | 1.654 | 1.603 | 1.526 | 1.620 | 1.708 |

## Verkehr
Von 1904 bis 1954 bestand die Schmalspurbahn Luxemburg–Echternach, die im Volksmund Charly genannt wurde. Von den Bahnhöfen Senningerberg und Hostert ist nur noch der Bahnhof von Hostert erhalten. Auf der früheren Eisenbahnstrecke des Charly führt heute größtenteils der Radweg von Luxemburg nach Echternach.
Ganz in der Nähe des abgebrochenen alten Bahnhofsgebäudes der Station Senningerberg steht seit 1975 nunmehr der Sebes-Wasserturm (erbaut 1973 bis 1975, im Volksmund auch der Pilz genannt).

## Wirtschaft
Senningerberg ist Sitz der Meyer Neptun S.à.r.l., der Konzernobergesellschaft der Meyer-Werftengruppe.

## Religion
1947 wurde eine Kapelle auf Initiative des Pfarrers Jos Biwer aus gehauenen Sandsteinen gebaut. Am 12. Oktober 1947 wurde die Kapelle Unserer Lieben Frau von Loretto geweiht. 2001 wurde die Kapelle zu einem Mehrzwecksaal (salle polyvalente) umgebaut. Eine ältere Kapelle steht in der Rue des Romains, die der Schmerzhaften Gottesmutter geweiht ist und 1911 von Nikolaus Adam im neugotischen Stil errichtet wurde.